# 日本旅游团珠海买春事件
日本旅游团珠海买春事件（珠海“9.16”组织卖淫案）是指在2003年9月16日—9月18日期间，有大约380名日本男子在中国广东省珠海国际会议中心大酒店进行集体嫖妓的事件。由于发生在九一八事變72周年前夕，此事引起了部分中国民众的强烈愤慨。

## 发生经过
2003年9月16日傍晚，有大约288名日本游客从日本各地出发，经香港，到达五星级的珠海国际会议中心大酒店。之后的三天，开始集体嫖娼。据报道，游客给每一个妓女的金额，大约每晚在1,200到1,800元人民幣之间。而妓女的数量由于不足，该酒店只得向周边其他娱乐场所召集妓女。
据称，日本旅行社在1970年代初期便开始有以嫖妓为号召，以吸引男性顾客的“嫖妓旅行团”（通称“妓旅团”），专门到韩国、台湾嫖妓。这样的行为，一度遭受韩国女權团体的抗议。这次组团到珠海嫖妓的，是大阪某建筑公司；这次旅行是一次慰劳旅行，费用由公司支付。
2003年9月28日，《中国青年报》对此事进行了报道。新浪网上，出现了一条名为《珠海一日本旅游团国耻日寻欢，声称来华只为买春》的报道。

## 反响
由于1931年9月18日是九·一八事变发生的日子，被许多中国人认为是“国耻日”，因而在此纪念日期间发生的买春事件就带有了一些民族感情色彩的情绪。
在网络上，该事件的报道引起了网民们的强烈反应。一些人把这个事件称为“国耻”。有人批评政府应该就该事件对日本采取更强硬的态度。连同日本的历史问题和侵华日军遗弃在华化学毒剂泄漏事件，该事件进一步激起中国人的反日情绪。例如有人呼吁中国人抵制日货。根据Sohu网站的统计，在被调查的人中，有将近90%人认为该事件的发生是蓄意的，因為卖淫和嫖娼在中国都是违法的，而旅客沒有可能不知道這個事實。雖然說在改革开放以来的20年，该现象实际上已经变得普遍，但政府多年來一直都有執行掃黃行動，並向旅客警告若在當地嫖妓的話，会被处以拘留、罚款、劳动教养等，构成犯罪者，还将被追究刑事责任。
9月29日，美国《纽约时报》报道认为该事件将损害中日关系。

### 中方反应
9月29日，中国外交部紧急召见了日本驻华大使，就该事件向日方交涉。中方对這些日本公民的行为表示强烈愤慨，并表示：“这宗性质恶劣的违法事件伤害了中国人民的感情，也严重损害了日本的国际形象，中方表示强烈愤慨，希望日方能够教育到中国旅游的日本公民，要严格遵守中国法律，加强道德约束，不做违法和有损两国人民感情的事。”

### 日方反应
日本方面，组织该旅游团的职工表示“报道有多处错误”。随后，日本方面否认报道的真实性，并称此次旅游的目的是慰劳而不是嫖妓。9月30日，日本外相川口顺子表示，“如果事件属实的话，……（这种）行为令人非常遗憾。”日方官员对该事件表示道歉，并表示希望该事件不要影响中日关系。

## 尾声
12月12日，广东省珠海市中级人民法院对珠海“9·16”组织卖淫案进行不公开审理。17日，公开宣判結果。珠海國際會議中心大酒店总经理助理叶翔等人被依法追究刑事责任，给予重判。法院以组织卖淫罪判处被告人叶翔、明珠无期徒刑，并处没收财产；以组织卖淫罪分别判处被告人刘雪晶、张军英有期徒刑15年和12年，并处罚金；以组织卖淫罪、协助组织卖淫罪分别判处其余10名被告人2年至10年不等的有期徒刑，并处罚金。同时，中国公安部透過国际刑警组织，对涉嫌组织卖淫的3名日本人（福永孝治、廣邊功、高橋俊至）发出了通缉令。

## 评论
有批評者指，若接近400人一起嫖妓，根本不可能是一件平常的買春事件。而事发地点亦是当地数一数二的大酒店。另一方面，香港有報章訪問過香港的色情行業負責人，指事件當日，酒店由於不能供應這一大數目的妓女，所以要即時從其他地方聘人過來。所謂“較平常收費一倍以上”的講法，其實很大可能是用來支付妓女的交通費及從其他色情業經營者借調人手而支付的“行政費用”。更何況，嫖妓者公然在酒店大廳內行淫，甚至一度试图在酒店大堂内挂上日本国旗。因此這種事根本不可能被當作平常事件來處理。

## 參看
- 性旅遊
- 中國大陸的性服務業